# Lygdamis augeneri
Lygdamis augeneri är en ringmaskart som beskrevs av Kirtley 1994. Lygdamis augeneri ingår i släktet Lygdamis och familjen Sabellariidae. Inga underarter finns listade i Catalogue of Life.